# Bách tán Sa mu
Bách tán Sa mu (danh pháp khoa học: Araucaria cunninghamii) là một loài thực vật hạt trần trong họ Bách tán. Loài này được Mudie mô tả khoa học đầu tiên năm 1829. Danh pháp khoa học của loài này vinh danh nhà thực vật học, đồng thời cũng là nhà thám hiểm Allan Cunningham, người đã thu thập được những mẫu đầu tiên của loài trong thập niên 1820. Phân bổ trong tự nhiên của Bách tán Sa mu là vùng đông bắc Úc và đảo New Guinea khu vực nhiệt đới và cận nhiệt đới, với đai cao từ 0-1000m so với mực nước biển. Loài này là cây gỗ lớn thường xanh, có thể cao tới 60m, chu vi đạt 100 cm trong tự nhiên.
Cây Bách tán Sa mu có hai loại lá. Khi cây còn non lá như hình lưỡi liềm, có kích thước dài 0,7-1,7 cm, rộng 2,5mm. Khi cây trưởng thành là biến đổi như dạng tam giác, có chiều dài 0,6– 2 cm rộng 4mm, tương tự hình dạng lá của loài cây sa mu.
Cây đơn tính cùng gốc. Nón đực hình trứng có chiều cao 2–3 cm, rộng 5-7mm. Nón cái hình trứng hoặc e-lip có chiều cao 6–10 cm, rộng 5–8 cm. Hạt hình e-lip dài 1,5 cm rộng 6-7mm, hạt có cánh mỏng và phát tán nhờ gió.